# Naufrágio do Anna Karoline III
O naufrágio do Anna Karoline III foi um desastre  ocorrido na madrugada de 29 de fevereiro de 2020 no Rio Amazonas. A embarcação saiu por volta das 18h de sexta-feira, 28 de fevereiro da cidade de Santana, Amapá, com destino à cidade de Santarém no Pará. A viagem entre as duas cidades duraria, em média 36 horas, e o navio chegaria a cidade de Santarém às 6h de domingo, 1º de março. No navio, haviam 93 pessoas a bordo quando uma ventania surgiu por volta de 5:00 (horário local) no sábado, 29 de fevereiro de 2020. O afundamento aconteceu 30 segundos depois e o chamado de socorro foi feito pelo próprio comandante da embarcação. O helicóptero de resgate do governo local só chegou a região por volta das 14h de sábado. O inquérito concluiu que o excesso de cargas, é a principal causa do naufrágio.

## Características gerais
Segundo as informações divulgadas pela Agência Nacional de Transportes Aquaviários (Antaq), o navio possui as seguintes especificações:
- Nome: Anna Karoline III
- Linha autorizada: Santarém – Manaus
- Comprimento: 38,25 metros
- Largura: 7,3 metros
- Capacidade de passageiros: 242 passageiros (sem qualquer carregamento adicional)
- Capacidade de carga: 89     toneladas
- Quantidade de convés: dois

A Marinha do Brasil acrescentou que, no cadastro do navio que consta no órgão, é descrito que o Anna Karoline III foi construído em 1965, e que atua com 11 tripulantes.

## Investigações
Sobreviventes descreveram que chovia e ventava forte na hora do naufrágio, segundo a Marinha. Também há testemunhas que afirmam que o navio estava sendo abastecido com combustível.
De acordo com a investigação, a embarcação levava 170 toneladas de produtos, mais do que o dobro da capacidade, sem autorização para fazer esse transporte junto com passageiros. O excesso de carga já era suspeitado. Além disso, o levantamento mostra que o navio tinha entre 90 a 100 passageiros. Num balanço oficial, 34 corpos haviam sido encontrados. O comandante do navio, Paulo Márcio, teria alugado a embarcação a 20 mil reais por mês de uma empresa, em Santarém, no Pará.
A Marinha do Brasil aprovou o plano de reflutuação do Navio.

## O plano de reflutuação
Procedimentos iniciais começaram em 21 de março. A embarcação estava a 12 metros de profundidade e mais de 442 metros da margem do rio. Nove dias após a aprovação pela Marinha do Brasil, o comboio de embarcações responsável pela reflutuação do navio Anna Karoline III, chegou ao sul do Amapá para iniciar os primeiros procedimentos.
Após um mês do naufrágio, a embarcação foi retirada do Rio Amazonas, na divisa com o Norte do Pará. Após a reflutuação, o navio foi levado até a margem do rio a uma distância de 442 metros.
Para a realização do Plano de Reflutuação foi utilizado um comboio composto por embarcações e equipamentos como guindastes, flutuadores e materiais de mergulho. Além do maquinário, a operação contou com 33 profissionais da empresa contratada.
No dia 4 de abril, a embarcação foi colocada na posição vertical para facilitar as vistorias nos compartimentos e 5 corpos foram encontrados subindo para 39 o número de mortos.
A embarcação que já havia sido periciada no Amapá, onde cinco corpos foram retirados de camarotes, foi liberado para que a empresa proprietária providenciasse o reboque para Santarém. O navio chegou ao município paraense no dia 10 de abril e estava atracado em um porto no bairro Prainha.
Os restos mortais de criança foram encontrados em um camarote no convés onde ficava a tripulação, segundo informações repassadas pela empresa proprietária do navio.
Os fiscais da Vigilância Sanitária sentiram um odor muito forte vindo do camarote e começaram a retirar objetos que estavam lá dentro até se depararem com ossos, restos de tecido e muito barro. Após o achado, as polícias Civil e Militar foram acionadas e estiveram no local, assim como, peritos do Centro de Perícias Renato Chaves.
Segundo o diretor da 16ª Seccional Urbana de Polícia Civil de Santarém, Germano do Vale, foi uma grande surpresa que após a embarcação ter sido periciada no Amapá, ainda houvesse restos mortais de passageiros dentro dela.
O laudo da perícia apontou que o corpo encontrado se tratava de Maria Luiza Alves de Brito, de 7 anos de idade. Os restos mortais de Maria foi o último a ser retirado do navio. Ao todo 42 pessoas morreram.

## Vítimas
| Óbitos identificados |                                                                          |    |                                            |
| 1                    | Alexandra Barbosa dos Santos - 46 anos (Macapá)                          | 26 | Antônio Elder Luz de Souza                 |
| 2                    | Alicia Araújo - 03 anos (Macapá)                                         | 27 | Christelle Conceição Silvia Ribeiro        |
| 3                    | Ana Clara Costa Silva- 25 anos (Santarém)                                | 28 | Denis Yves Cloarec - 37 anos (França)      |
| 4                    | Arielson Ferreira de Souza - 26 anos (Santana)                           | 29 | Edilene Maria Conceição da Silva - 57 anos |
| 5                    | Dãovindo Santos - 48 anos (Macapá)                                       | 30 | Francisco Rodrigues Mota                   |
| 6                    | Elton Cardoso de Brito (Macapá)                                          | 31 | Juliana Cristina Sena Lima                 |
| 7                    | lolanda Alves Pereira - 76 anos (Macapá)                                 | 32 | Manuele Vitória Barcelar Costa             |
| 8                    | João Araújo - 03 anos                                                    | 33 | Marlene de Souza Alves                     |
| 9                    | João Barbosa de Lima - 36 anos (Macapá)                                  | 34 | Milton Rosa da Silva                       |
| 10                   | Juliane Vitória Lima                                                     | 35 | Nilberto Alves da Costa                    |
| 11                   | Lailson Conceição Lima (Maranhão)                                        | 36 | Sudelma dos Santos Araújo                  |
| 12                   | Larissa Manuella dos Santos Brito - 06 anos (Macapá)                     | 37 | Tarcila Melo de Almeida                    |
| 13                   | Lorena Vitória Alves Paes - 09 anos (Macapá)                             | 38 | Valdilena Figueira de Brito - 46 anos      |
| 14                   | Ludimila Silva Pereira - 26 anos (Santana)                               |    |                                            |
| 15                   | Marcilene dos Santos do Rosário - 30 anos (Macapá)                       |    |                                            |
| 16                   | Marcione Cristina Sena- 35 anos (Macapá)                                 |    |                                            |
| 17                   | Marcos Eduardo de Brito Mendes - 08 anos (Macapá)                        |    |                                            |
| 18                   | Maria Cristina Bilhar da Silva - 47 anos (Santana)                       |    |                                            |
| 19                   | Maria Luiza Alves de Brito - 7 anos (Macapá) (ÚNICA VÍTIMA DESAPARECIDA) |    |                                            |
| 20                   | Maria Sant Anna Gomes de Barros - 83 anos (Macapá)                       |    |                                            |
| 21                   | Marlene Barbosa da Luz - 39 anos (Macapá)                                |    |                                            |
| 22                   | Marlucia de Freitas Bacelar - 23 anos (Santana)                          |    |                                            |
| 23                   | Rosinete Menezes Paes -39 anos (Macapá)                                  |    |                                            |
| 24                   | Samela Thaynara Alves (Macapá)                                           |    |                                            |
| 25                   | Sandoval Pascal Aragão - 68 anos (Macapá)                                |    |                                            |